# Театры Махачкалы
Театры Махачкалы
Театральная Махачкала представлена театрами всех жанров: имеются музыкальный, оперы и балета, кукольный, драматический. Особенностью этой стороны местной культуры является её многонациональность — в регионе проживают представители более тридцати национальностей, многие из них имеют свой национальный театр. Государственных профессиональных театров в республике Дагестан одиннадцать.
Профессиональный театр был создан в октябре 1925 года по решению Наркомпроса Дагестана. Профессиональная театральная сцена в городе открылась 9 октября 1925 года спектаклем «Горе от ума» по А. С. Грибоедову. Основание и развитие дагестанского сценического искусства связано с именами народной артистки СССР Барият Мурадовой, народных артистов РСФСР Алима Курумова, Тажутдина Гаджиева, Мурадхана и Шамси Кухмазовых, Зайнаб Набиевой, Махмуда Абдулхаликова, Патимат Хизроевой, народного артиста РФ Наби Ибрагимова и заслуженного деятеля искусств РФ Мустафы Ибрагимова, заслуженных артистов РСФСР Магомеда Мусалаева и Шагун Ибрагимовой, Софьи Токарь и Таисии Романовой и многих других. Первый профессиональный режиссер Дагестана Гамид Рустамов (1911—1995).
Работают театры:
- Государственный республиканский русский драматический театр им. М. Горького
- Кумыкский Государственный музыкально-драматический театр имени А. П. Салаватова
- Аварский музыкально-драматический театр имени Гамзата Цадасы
- Лакский Государственный музыкально-драматический театр имени Э. Капиева
- Дагестанский государственный театр кукол
- Дагестанский государственный театр оперы и балета
- Дом Дружбы
- Государственный театр песни «Джислам»
- Дом поэзии - театр поэзии
- Дагестанская государственная филармония имени Т. Мурадова
- Государственный ансамбль песни и танца Дагестан
- Государственный академический заслуженный ансамбль танца Дагестана Лезгинка
- Детская студия развития ТеатрОК

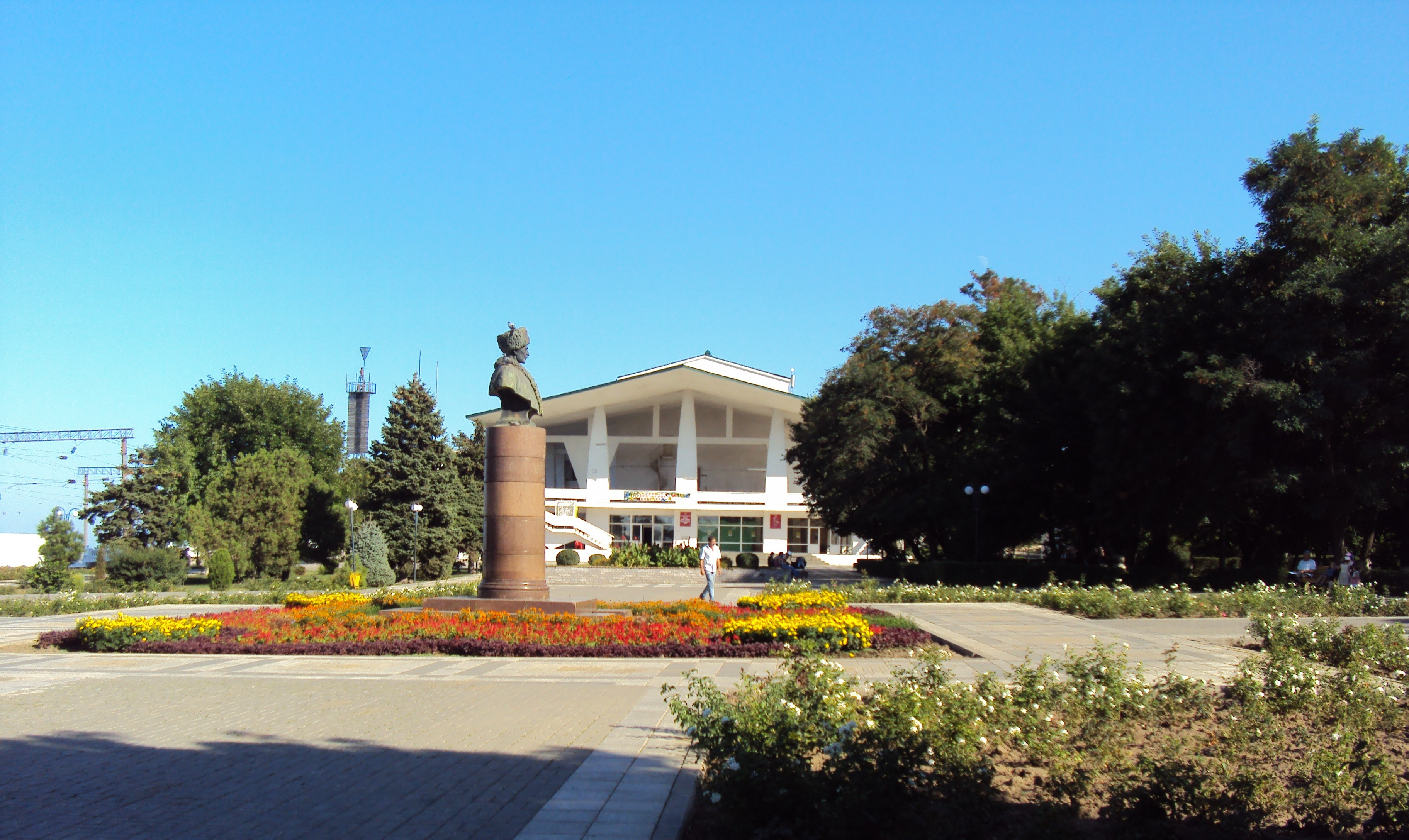
Аварский театр
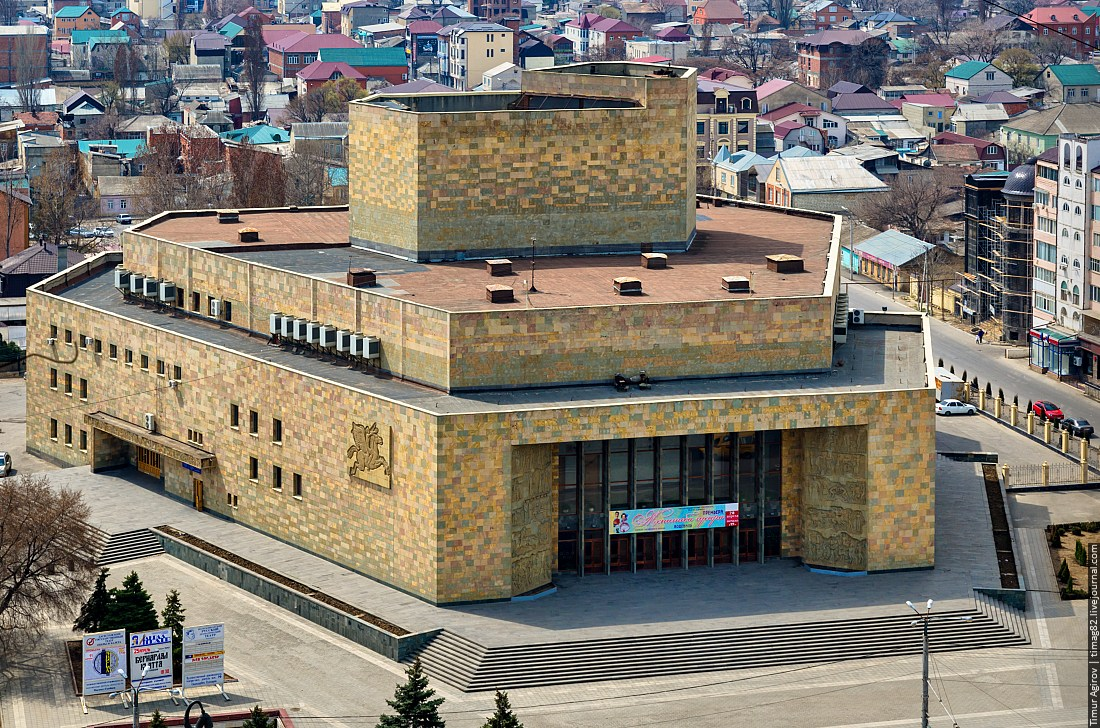
Русский театр
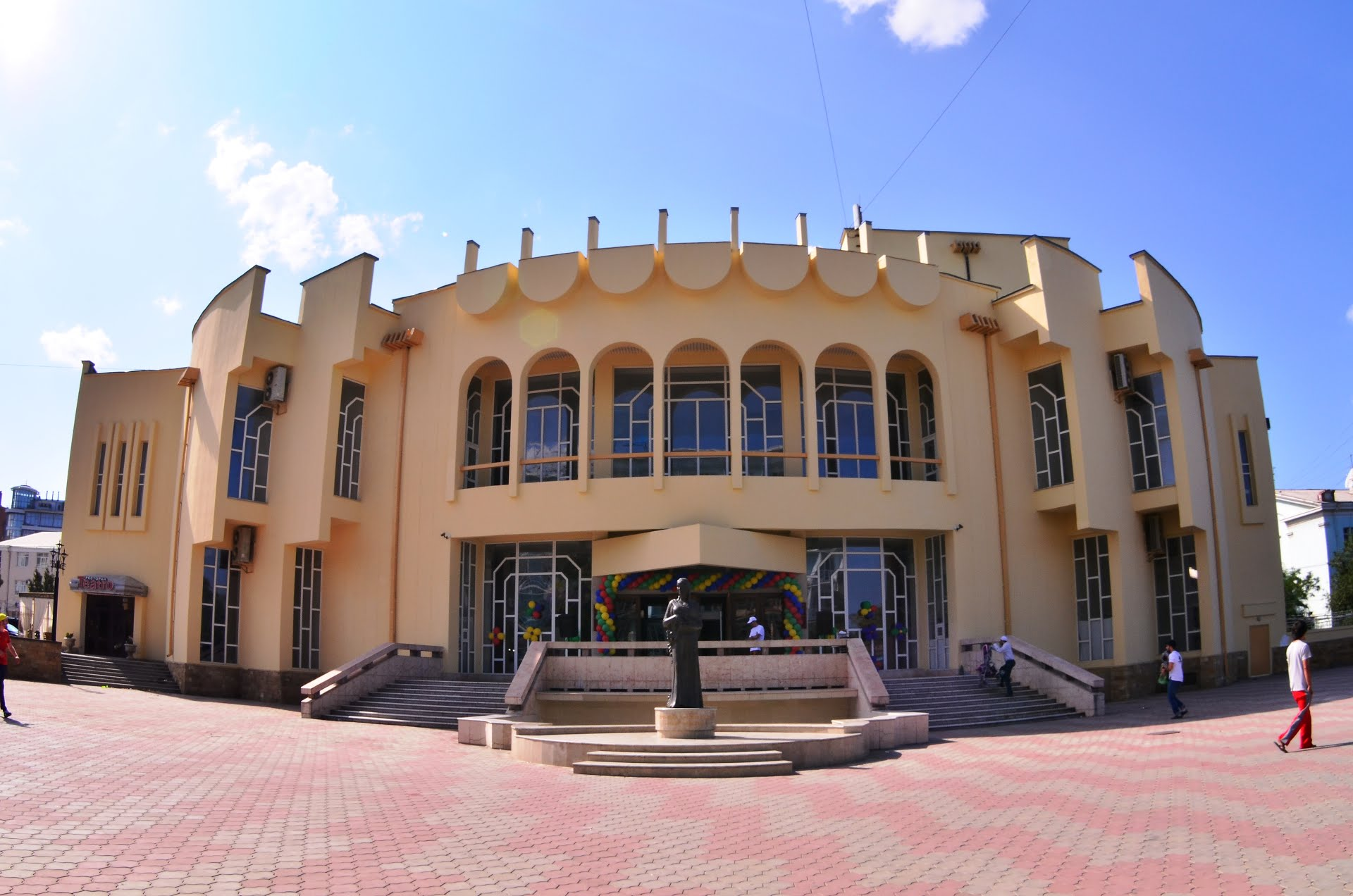
Кумыкский театр
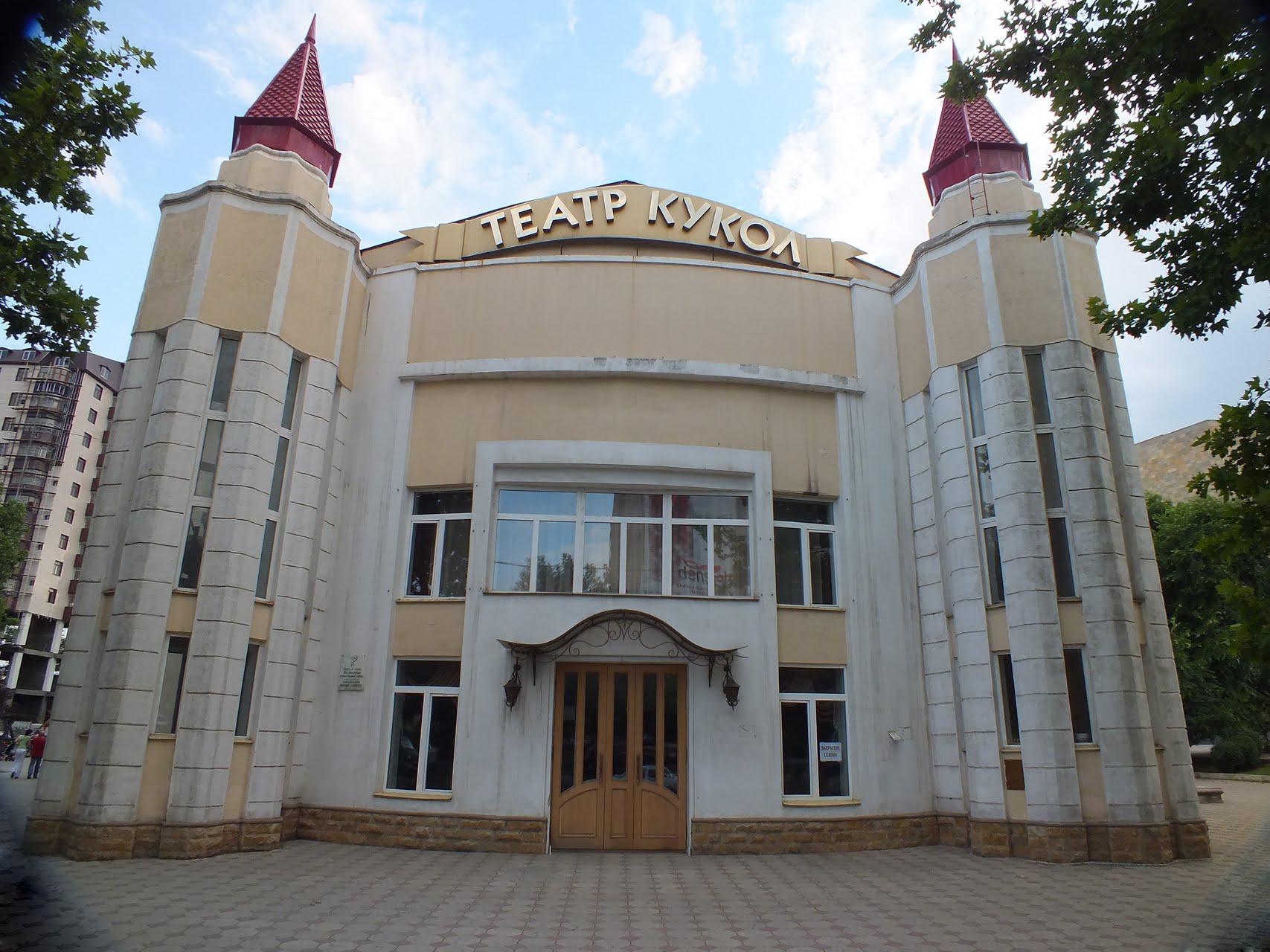
Театр кукол